# Malalhue
Malalhue ist eine Ortschaft in der Gemeinde Lanco in der Provinz Valdivia der Región de Los Ríos im Süden Chiles mit einer Bevölkerung von 3061 Einwohnern (Stand: 2017).
Malalhue liegt an der Ruta 203-CH, die Lanco mit Panguipulli verbindet.

## Etymologie
Die Etymologie des Wortes Malalhue geht auf die Mapuche zurück, die das Gebiet früher dominierten, und bedeutet „eingeschlossener Ort“.

## Demographie
Nach der Volkszählung in Chile von 2017 hatte Malalhue eine Bevölkerung von 3061 Personen, was einen Anstieg gegenüber 2566 im Jahr 2002 und 2092 im Jahr 1992 zeigt. Die Ortschaft verzeichnete ein stetiges Bevölkerungswachstum mit einer durchschnittlichen jährlichen Wachstumsrate von 1,2 % zwischen 2002 und 2017. Dieses Wachstum ist auf die Anbindung der Ortschaft an eine Hauptstraße und ihre strategische Lage für mittlere Entfernungen zurückzuführen.
Malalhue umfasst eine Fläche von 1,548 km², was 2017 einer Bevölkerungsdichte von ungefähr 1977 Personen pro Quadratkilometer entspricht. Hinsichtlich der Geschlechterverteilung verzeichnete die Volkszählung 2017 1463 Männer (47,8 %) und 1598 Frauen (52,2 %), was auf einen leicht höheren Frauenanteil hinweist.

## Wirtschaft
Die Wirtschaft von Malalhue beruht darauf, dass die Bevölkerung in Sektoren wie Bau, Landwirtschaft, Einzelhandel und der Produktion von Holz und holzbasierten Produkten beschäftigt ist. Ein Teil der Holzproduktion ist die Herstellung von Grobspanplatten im Werk der Louisiana Pacific in der Nähe der Ortschaft.